# Stadio FK Budućnost
Lo stadio FK Budućnost Dobanovci (in serbo Стадион ФК Будућност Добановци?) è uno stadio di calcio situato a Dobanovci, sobborgo di Belgrado situato nel comune di Surčin. È di proprietà del FK Budućnost. 

## Storia
Lo stadio viene costruito per ospitare le partite interne del neonato FK Budućnost nel 1920 e da allora è sempre stata la casa del club a Dobanovci, facendone l'impianto di calcio con la più lunga tradizione sportiva della ex Jugoslavia.
Si tratta di uno stadio con 500 posti a sedere disposti su una sola tribuna e che ne può ospitare altri 500 in piedi, per una capienza massima consentita di 1.000 spettatori
Nei pressi dello stadio da poco è stato inaugurato il nuovo campo di allenamento in erba sintetica.
L'impianto è ubicato in Grobljanska ulica 20.